# Cô dâu bất đắc dĩ
Jao Sao Jum Yorm (tên tiếng Thái: เจ้าสาวจำยอม, tên tiếng Việt: Cô dâu bất đắc dĩ) là bộ phim truyền hình Thái Lan phát sóng vào năm 2018. Phim phát sóng trên kênh Channel 7 (CH7) với sự tham gia của Mick Tongraya và Fonthip Watcharatrakul..

## Nội dung
Maysarin (Pooklook) là chủ một khách sạn, đã đính hôn với Sarut, nhưng anh rời bỏ cô trong đám cưới. Trong khi Kadethaen (Mik) - 30 tuổi là chủ doanh nhân công ty bất động sản, chuẩn bị làm đám cưới với Pinmanee, trong ở khách sạn sang trọng, nhưng anh thấy cô bỏ trốn đám cưới với người khác. Kade đi dự tiệc ở bãi biển, nơi anh gặp May trong bộ dạng say xỉn còn mặc váy cưới một mình. Cả hai bắt đầu uống rượu với nhau và mọi người nghĩ họ là cặp đôi mới cưới nên Kade muốn chơi trò giả làm vợ chồng. Sau đó cả hai về khách sạn và ngủ với nhau.
Đó cũng chính là sự khởi đầu cho những rắc rối, những tình huống dở khóc dở cười của cặp đôi May-Khet. Có lẽ là duyên trời đã định nên bỗng nhiên May lại có một anh chồng rất đẹp trai, lãng tử ở bên cạnh. Mọi chuyện tưởng chừng sẽ đẹp như những câu chuyện cổ tích ngày xưa, nhưng không anh chồng Khet lúc nào cũng thích hôn, hôn và hôn.
Hơn nữa, Khet cũng không ngừng tung rất nhiều chiêu "thả thính" hết sức ngọt ngào với nàng May. Chờ đến ngày May thực sự dám sống đúng thật với cảm xúc của mình, rằng cô yêu Khet nhiều như thế nào. Những biến cố xảy đến sẽ làm cho tình yêu của cả hai thêm bền chặt và vững mạnh.

## Diễn viên
- Mick Tongraya vai Khetdaen "Khet" Thansaranpat
- Fonthip Watcharatrakul vai Maysarin "May" Chalumpoo
- Phonsakon Tosuwan vai Saruth / Ruth
- Pimpawee Kograbin vai Pinmanee / Pin
- Ratchanont Suprakob vai Nakarin "Bon"
- Kwankawin Thamrongratthaset vai Lookkaew
- Natthachayakan Paakwhaan vai Rungrada / "Ruong" - thư ký Maysarin
- Rachawat Klipngern vai Acha - trợ lý Khetdaen
- Nadthanan Khunawat vai Maythad Chalumpoo - bố Maysarin
- Thira Chutikul vai Witsanu - Kẻ săn ảnh
- Knin Puttamanunt vai Akapong / Pong - bạn Khetdaen
- Mondhira Piamrattawong vai Pan - bạn gái Akapong, bạn Lookkaew
- Seksan Sutthijanth vai Watchana - trợ lý Nakarin
- Sararat Rumruangwong vai Sasikan - mẹ Saruth
- Sompob Benjathikul vai Chalam Chalumpoo - ông ngoại May, bố vợ Maythad (đã mất)
- Angsana Buranon vai Kanyakorn Chalumpoo - vợ Maythad, mẹ Maysarin (đã mất)
- Wanvipa Yokakul vai Napat - vợ đầu của Maythad, mẹ Bon (đã mất)
- Amanda Obdam (HHHV Thái 2020, top 10 HHHV 2020) vai Pei - bạn May
- Ploysine Ravisara vai Yok - bạn May
- Jirakit Suwannaparb vai Danai - quản lý khách sạn của May nhưng phản bội
- Kochakorn Nimakorn vai Wilai - mẹ Pinmanee
- Saroot Suwannaphakdee vai Fluke - Bon "giả"
- Tanawich Wongsuwan vai ปอม - đồng bọn Nakarin
- Siripanya Jantila vai อนุชา - nhân viên TTTM The Heaven
- แรกขวัญ จิระกุล vai Ratee - nhân viên TTTM The Heaven
- Khaimoog Chananya vai May (nhỏ)
- กรณิศ เล้าสุบินประเสริฐ vai Pin (nhỏ)

## Ca khúc nhạc phim
- คือเธอใช่ไหม / Kue Tur Chai (Is it You) - Jamaporn Saengthong

## Rating
- Episode 1: 5.03
- Episode 2: 6.07
- Episode 3: 5.61
- Episode 4: 5.3
- Episode 5: 5.84
- Episode 6: 5.08
- Episode 7: 5.72
- Episode 8: 6.17
- Episode 9: 6.15
- Episode 10: 5.27
- Episode 11: 5.79
- Episode 12: 5.43
- Episode 13: 5.35
- Episode 14: 5.21
- Episode 15: 6.19
- Episode 16: 6.84

Trung bình rating: 5.69
Nguồn: AGB Nielsen (Rating Nationwide)